# Гражданская война на Шри-Ланке
Гражданская война на Шри-Ланке — вооружённый конфликт между центральным правительством Шри-Ланки и военизированным движением «Тигры освобождения Тамил-Илама» (ТОТИ). 
Боевые действия с перерывами продолжались с 1983 года по 2009 год и унесли не менее 80 000 жизней.

## Предпосылки
После получения независимости от Великобритании в 1948 году в политической жизни Шри-Ланки доминировали сингалы. В то же время происходила дискриминация тамильского меньшинства. Рост напряжённости между двумя этническими группами привёл в 1977 году к кровопролитным беспорядкам. С 1976 года существовала группировка «Тигры освобождения Тамил Илама» (ТОТИ), выступавшая за создание независимого тамильского государства.
Сожжение библиотеки в Джафне и погромы при прямом участии сингалов-полицейских вызвали глубокое возмущение среди тамилов.
В июле 1983 года повстанцы (боевики) ТОТИ атаковали правительственный патруль в городе Джафна, что вызвало ответную реакцию сингалов, организовавших тамильские погромы. Эти события известны как Чёрный июль. Правительство ввело военное положение. С этого момента на острове началась гражданская война.

## Этапы
Выделяются следующие этапы войны:
- Чёрный июль
- Первая Иламская война (1983—1987): ранний этап боевых действий.
- Индийская интервенция (1987—1990): вмешательство в конфликт Индии. Летом 1987 года на остров прибыли индийские войска, которые должны были выполнять миротворческие функции, однако вскоре сами оказались втянуты в боевые действия против ТОТИ. Понеся потери, в марте 1990 года индийский контингент покинул Шри-Ланку[5].
- Вторая Иламская война (1990—1994): возобновление гражданской войны. Этот этап характеризуется всплеском террористических акций, проводимых ТОТИ, и серией убийств высокопоставленных правительственных чиновников, в том числе президента страны Ранасингхе Премадасы.
- Третья Иламская война (1995—2002): после короткого перемирия война продолжается. Правительственные войска проводят широкомасштабные военные операции, достигая лишь частичного успеха.
- Перемирие (2002—2006). В начале 2002 года при посредничестве Норвегии (специального представителя Эрика Солхейма) заключено перемирие между враждующими сторонами. Велись переговоры об урегулировании конфликта.
- Четвёртая Иламская война (2006—2009?). В апреле 2006 года после организованных ТОТИ террористических акций боевые действия возобновились.

## Поражение «тигров»
В январе 2008 года правительство Шри-Ланки формально объявило об отказе от соблюдения соглашения о перемирии.
2 января 2009 года правительственным войскам после месяца ожесточенных боев удалось взять «столицу тигров» город Килиноччи. Армия Шри-Ланки 14 января взяла под свой контроль весь полуостров Джафна.
25 января 2009 года после ожесточённого сражения войска Шри-Ланки взяли последний опорный пункт ТОТИ — город Муллайтиву.
В начале апреля 2009 года «тигры» понесли ощутимые потери от солдат правительства в Питуккудиюрупу.
16 мая 2009 года президент Шри-Ланки Махинда Раджапаксе заявил о победе над ТОТИ. Официальный представитель «тамильских тигров» признал поражение и объявил о прекращении огня.
18 мая 2009 года лидер тамильской сепаратистской организации «Тигры освобождения Тамил-Илама» Велупиллаи Прабхакаран был убит при попытке вырваться из окружения. Отряд Прабхакарана, насчитывавший около 200 бойцов, был окружён в джунглях на северо-востоке страны. Тело Прабхакарана было обнаружено в санитарной машине, обстрелянной передовым отрядом армии. Были также убиты попавшие в плен члены его семьи.
Ранее был убит старший сын Прабхакарана. Кроме этого, спецназ убил лидера политического крыла «Тамильских тигров» Баласингама Надесана и ещё двух членов руководства организации.
Существуют косвенные данные о причастности спецслужб Великобритании к подавлению восстания «Тамильских тигров». 21 января 2019 года британская газета «Morning Star» опубликовала эксклюзивный материал о том, что Форин-офис (Министерство иностранных дел Великобритании) признал факт уничтожения почти 400 файлов с документами о роли британского правительства и спецслужб в подавлении восстания тамилов Шри-Ланки. Также об этом сообщила шри-ланкийская газета «Sunday Times». Согласно британскому законодательству, секретные файлы должны публиковаться спустя 30 лет, пишет «Morning Star», а значит, пришло время для их рассекречивания.

## Жертвы
Всего в ходе последней наступательной операции против тамилов погибло 6,5 тысяч мирных жителей и около 200 тысяч стали беженцами. Правительственные войска Шри-Ланки потеряли более 6200 человек убитыми, еще около 30 тысяч военнослужащих получили ранения.